# ویستن هیو اودن
ویستن هیو اودن (به انگلیسی: Wystan Hugh Auden) (زاده ۲۱ فوریه ۱۹۰۷ – درگذشته ۲۹ سپتامبر ۱۹۷۳) شاعر انگلیسی-آمریکایی بود. وی در انگلیس زاده شده و سپس شهروند ایالات متحده گردید. وی از سوی بسیاری یکی از بزرگترین نویسندگان قرن بیستم نام گرفته‌است.
ویستن در شهر یورک انگلستان زاده شد. پدر وی جرج اوگاستس اودن پزشک و مادرش کنستنس رزالی بیکنل آودن بود. ویستن سومین فرزند و آخرین آن‌ها بود.
در ۱۹۰۸ خانواده به بیرمنگام مهاجرت کرد. در جوانی تحت تأثیر شعرهای تامس هاردی و رابرت فراست، ویلیام بلیک، امیلی دیکینسون، جرارد مانلی هاپکینز و شعر انگلیسی کهن قرار گرفت.

## انتشارات و سبک‌ها
آودن در سال ۱۹۲۸ اولین کتاب شعر و در ۱۹۳۰ مجموعه اشعار را منتشر کرد که منجر به شناخت او به عنوان صدای پیشگام نسل جدید شد. از همان هنگام تا کنون، به خاطر ذوق هنری فنی اش و استعداد نوشتن شعر در تقریباً همه شکل‌های قابل تصور از نظم، نظیر همانند سازی فرهنگ عمومی، رویدادهای کنونی و سخنوری به زبان بومی و همچنین بخاطر گستره عظیم هوش او که به سادگی مشتق از نوعی گوناگونی خارق‌العاده در نوشتجات، فرم‌های هنری، نظریه‌های سیاسی و اجتماعی و اطلاعات علمی و فنی بود، مورد تمجید قرار گرفته‌است. او فهمی استثنایی داشت و اغلب سبک‌های نوشتاری دیگر شاعرها مانند دیکینسون، ویلیام باتلر ییتس جرارد منلی هاپکینز و نظم انگلیسی قدیم را تقلید می‌کرد. شعرهایش مدام بازگویی واقعی یا استعاری یک سفر یا اکتشاف است و سیاحت‌های او، جوهر گرانبهایی برای نظمش فراهم می‌آورد.